# Faẕleh
Faẕleh (persiska: فضله) är en ort i Iran.   Den ligger i provinsen Khuzestan, i den centrala delen av landet, 500 km söder om huvudstaden Teheran. Faẕleh ligger 25 meter över havet och antalet invånare är 137.
Terrängen runt Faẕleh är mycket platt.Runt Faẕleh är det ganska tätbefolkat, med 144 invånare per kvadratkilometer. Närmaste större samhälle är Malīget, 3,7 km väster om Faẕleh. Trakten runt Faẕleh är ofruktbar med lite eller ingen växtlighet.